# Jesús Fuentes Lázaro
Jesús Fuentes Lázaro ([xeˈsus ˈfwɛ̃n̪tes ˈlaθaɾo]) est un homme politique espagnol membre du Parti socialiste ouvrier espagnol (PSOE), né le 23 mai 1946 à Tolède.
Enseignant formé à l'université complutense de Madrid, il est initialement proche du Parti communiste. Il est élu en 1979 député de la circonscription de Tolède au Congrès des députés.
Il devient en 1982 président de la Junte des communautés de Castille-La Manche à titre transitoire, mais sa candidature pour les élections parlementaires de 1983 est repoussée au profit de celle de José Bono. Il quitte le Congrès pour le Sénat en 1989, et quitte deux ans plus tard la vie politique.

## Famille
Jesús Fuentes Lázaro naît le 23 mai 1946 à Tolède. Aîné d'une fratrie de quatre, il est le fils de Jesús Fuentes Maldonado, un ouvrier de l'armement, et de Santiaga Lázaro de Dios.
Il est marié avec María de los Ángelez Gómez Núñez. Le couple a un enfant, Jorge Luis.

## Formation et débuts professionnels
Ayant obtenu son baccalauréat à l'âge de 17 ans, Jesús Fuentes Lázaro passe avec succès son diplôme d'instituteur à l'École normale de Tolède, l'obtenant au bout de trois mois. Il s'inscrit alors à l'université complutense de Madrid, où il est reçu en licence de philosophie et lettres en 1971. Il devient enseignant l'année suivante, dans sa ville natale.
Il complète sa formation universitaire par un master en administration publique de la fondation Ortega y Gasset.

## Parcours politique

### Député
Jesús Fuentes Lázaro milite aux côtés du Parti communiste d'Espagne (PCE) au cours de ses études, avant de rejoindre le Parti socialiste ouvrier espagnol (PSOE). En 1977, il en devient le secrétaire à l'Organisation dans la province de Tolède.
Pour les élections générales du 1er mars 1979, il est investi en deuxième position sur la liste du PSOE dans la circonscription de Tolède pour le Congrès des députés. La liste remportant deux sièges sur les quatre à pourvoir, il est effectivement élu député au cours du scrutin. Il est réélu à l'occasion des élections générales anticipées du 28 octobre 1982.

### Président transitoire de Castille-La Manche
Lors d'une réunion convoquée le 12 décembre suivant à Quintanar de la Orden, dans la province de Tolède, le comité régional du Parti socialiste de Castille-La Manche-PSOE (PSCM-PSOE) approuve à l'unanimité la proposition de la commission exécutive d'investir Jesús Fuentes Lázaro candidat à la présidence transitoire de la communauté autonome. Cela garantit de facto son accession au pouvoir, les socialistes disposant au sein de l'Assemblée provisoire de 28 sièges sur 41. Le secrétaire général du PSCM-PSOE José María Gómez précise que son parti gouvernera seul, sans former de coalition avec l'Alliance populaire (AP), détentrice des 13 autres mandat.
Il est effectivement élu le 22 décembre président de la Junte des communautés de Castille-La Manche par 25 voix pour et 13 voix contre. Deux parlementaires étaient absents et le président socialiste de l'Assemblée Francisco Granados Calero choisit de s'abstenir. Fuentes Lázaro prête serment à Tolède environ deux semaines plus tard, le 4 janvier 1983, en présence du ministre de la Justice Fernando Ledesma et du ministre de l'Administration territoriale Félix Pons.
Dans la perspective des élections parlementaires du 8 mai 1983, le comité régional du Parti socialiste le désigne le candidat à la présidence de la communauté autonome lors de sa séance du 5 mars, par 30 voix contre 16 au conseiller à la Présidence José María Gómez, secrétaire général du parti en Castille-La Manche. La commission exécutive fédérale choisit deux semaines plus tard de le remplacer par le député d'Albacete José Bono, un choix confirmé le 25 mars par le comité fédéral.

### Du Congrès au Sénat
Jesús Fuentes Lázaro est réélu une troisième fois député de Tolède au Congrès des députés aux élections générales anticipées du 22 juin 1986. Il obtient l'année suivante un mandat de conseiller municipal à Tolède, qui lui permet d'accéder à un poste de député provincial. Il démissionne moins d'un an plus tard, le 21 janvier 1988, de ses fonctions de secrétaire général provincial de Tolède, après que sa décision de convoquer un congrès ordinaire en février a été mis en cause par un courant minoritaire.
Pour les élections générales anticipées du 29 octobre 1989, il est contraint de céder la tête de liste au Congrès à Juan Pedro Hernández Moltó en raison de ses désaccords avec le président de la Junte et secrétaire général du PSCM-PSOE José Bono. Il est finalement élu au Sénat, les socialistes emportant trois des quatre sièges à pourvoir.

## Carrière post-électorale
Jesús Fuentes Lázaro ne se présente pas au renouvellement de ses mandats locaux en mai 1991, puis démissionne en septembre suivant de son siège de sénateur. Il se retire alors de la vie politique, bien que son nom soit cité en 2000 pour une éventuelle candidature sénatoriale à Tolède. Il passe ainsi un concours de technicien de mairie, occupant des fonctions de direction à Aranjuez, au sein du département de la Santé de la communauté de Madrid, puis dans les services du département de l'Éducation et de la Culture, du département des Administrations publiques et enfin du département de l'Industrie et du Commerce de Castille-La Manche. Nommé directeur provincial du Service public de l'Emploi de Tolède en 2004, il prend sa retraite en 2011.
Il siège de droit au conseil consultatif de la communauté autonome entre mars 1996 et mars 1998, au titre de ses anciennes fonctions de président du gouvernement territorial.